# 南満洲鉄道ミカロ型蒸気機関車
南満洲鉄道ミカロ型蒸気機関車（みなみまんしゅうてつどうミカロがたじょうききかんしゃ）は、南満洲鉄道（満鉄）が製造した蒸気機関車。

## 概要
ミカサ形をベースにプレナ形やパシサ形（2代目）と同様、北鮮線で使用するために製造された。朝鮮北部の低カロリーの褐炭を使用するため、ミカサ形より火格子面積を0.5m2大きくしている。その後、1938年 - 1939年に増備があり、北鮮線以外の満鉄線でも使用された。大連の大連機械で製造された最初の機関車である。満洲国鉄線では1936年以降、満鉄ミカロ形と同じく火格子面積の大きな缶を持つミカロ型を171両増備した。これらはソリサ形同様、特殊外輪を装着する1,524mmへの軌間変更装置を装備していた。満洲国鉄線ミカロの640 - 644の欠番は、華北交通向けとなった可能性が考えられる。また、1938年 - 1939年、1943年 - 1944年にかけて華北交通ミカロ形として汽車製造で72両が製造されている。華北交通ミカロ形はこれを含めて推定約120両が存在したものと考えられる。
このほかにもミカロに復水器を搭載して日本初の復水式蒸気機関車にしたミカク型が作られたり、従台車を二軸にしてブースターを搭載したリクニ型蒸気機関車も計画された。

## 戦後
旧ミカサ形、旧ミカロ形を合わせて320両のうち、大連埠頭局管内 (20) 、奉天 (38) 、錦州 (32) 、牡丹江 (68) 、哈爾浜 (29) 、斉斉哈爾 (50) の各鉄道局管内と、他鉄道へ貸出中 (75) のもの312両が存在し、中華民国に引渡された。残りの8両は満洲国鉄線所属機であり、他の鉄道へ譲渡された可能性が考えられる。中華人民共和国成立後は「MK6」形、のちに「解放 (JF) 6」形として使用され、3001 - 3475 ( - 3600?) までの番号が与えられたと考えられる。朝鮮戦争とベトナム戦争でそれぞれ北朝鮮とベトナムに数十両が送られた。産業用に使用されたものは1990年代終盤まで現役であった。

## 保存
現在は、3022が北京の中国鉄道博物館に、3329が瀋陽蒸気機関車博物館に保存されている。

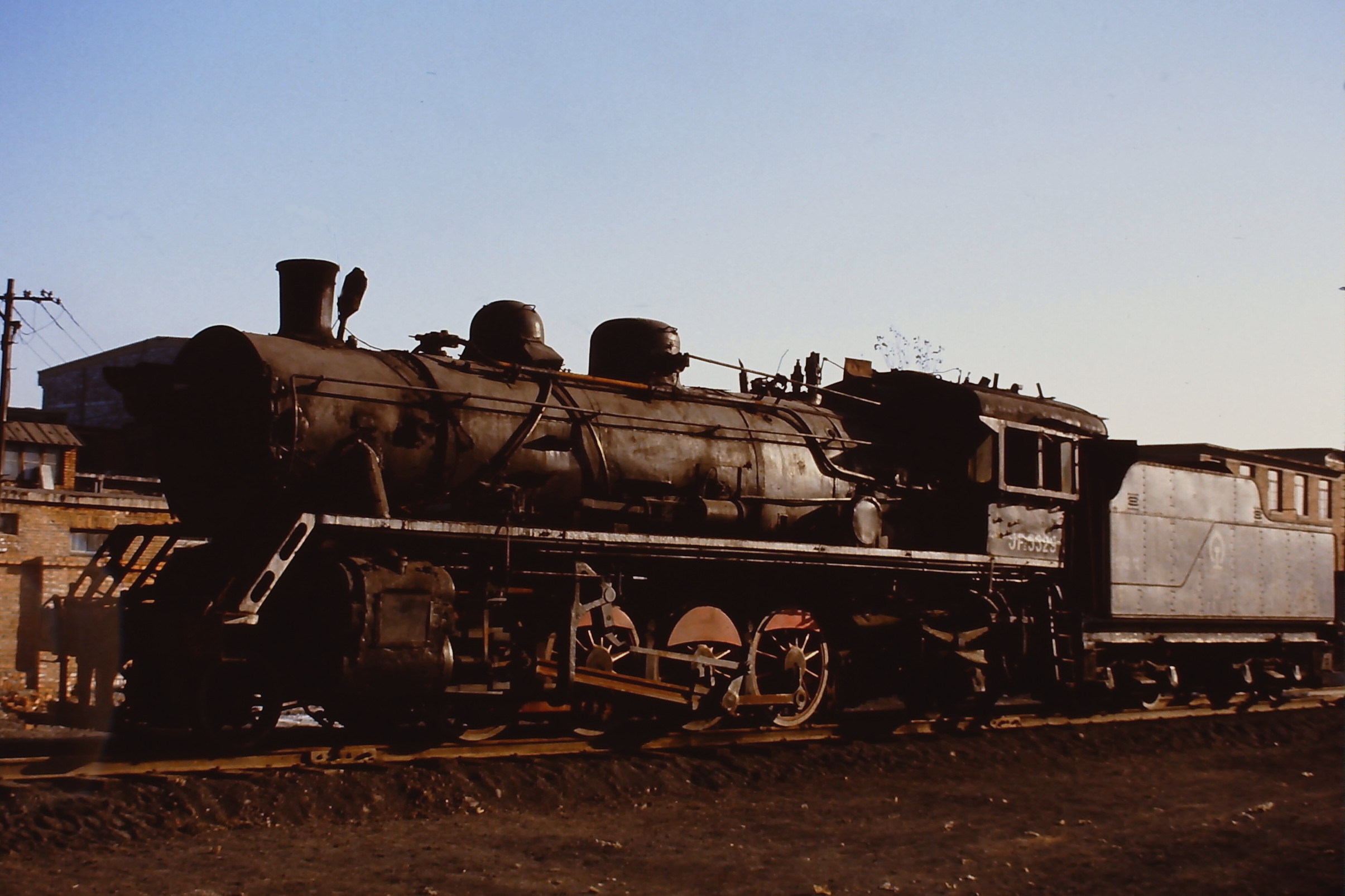
瀋陽蒸気機関車博物館のJF6 3329

また，北朝鮮では一部保存機として動態保存されているらしく，主に観光用として運転されている.
このほかにも広西チワン族自治区の来賓市に3両の廃車体があるが、2018年に観光目的として売却されたことを報じている

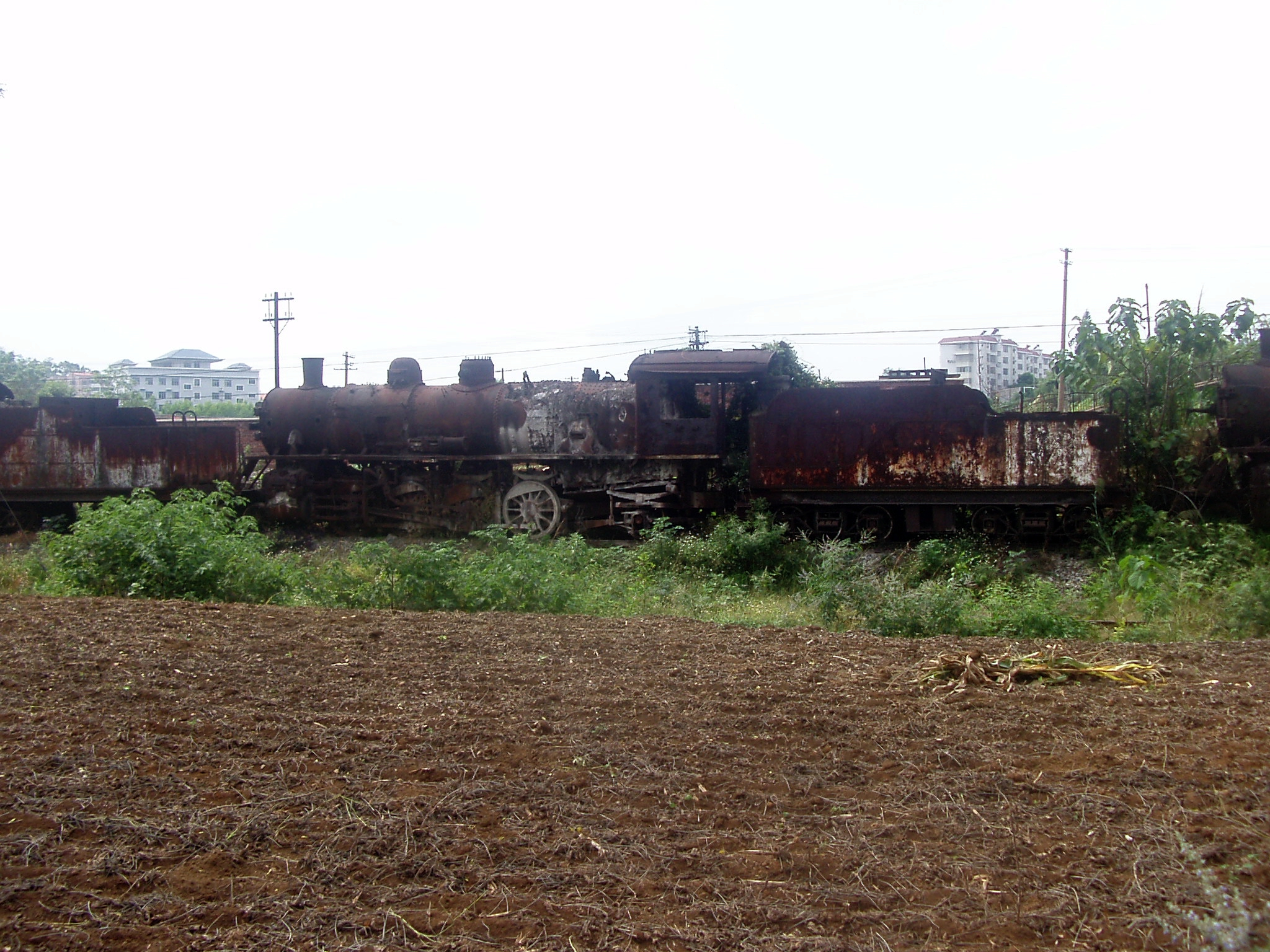
鶴山の JF6 蒸気機関車、2014